# Bernard Mulaire
Pour les articles homonymes, voir Mulaire.
Bernard Mulaire (Bernard René Joseph Mulaire) est né le 1er juillet 1945 à Winnipeg (Manitoba) issu d’une famille originaire de Saint-Pierre-Jolys (Manitoba). Il est un historien de l'art et un analyste de la culture franco-manitobaine et québécoise. Il a écrit en se positionnant hors du cadre des institutions et, récemment, en adoptant une perspective gaie. Dans sa jeunesse, il s'est fait connaître comme artiste et, aussi, comme caricaturiste. Il vit à Montréal (Québec) depuis 1984.

## Biographie

### Formation
Bernard Mulaire fréquenta l’école de Saint-Pierre avant d’entrer à l’école Provencher, à Saint-Boniface (Manitoba) où sa famille s’était installée quand il avait huit ans. À 13 ans, il entra au Collège de Saint-Boniface (renommé Université de Saint-Boniface en 2011), institution classique dirigée par les Jésuites. Il en sortit à 21 ans muni du diplôme de B.A.-L.Ph (baccalauréat ès arts – Latin Philosophie) décerné par l’Université du Manitoba. Au cours des dernières années de ce programme, il publia des caricatures à saveur sociale et politique dans les journaux de langue française à Saint-Boniface, lesquelles furent réunies dans un ouvrage publié aux Éditions du Blé de Saint-Boniface en 2016 (prix Manitoba Day Award de l’Association manitobaine des archives, 2017),.

### Arts plastiques
En 1966, il s’inscrivit à la School of Art de l’Université du Manitoba, obtenant en 1971 le diplôme de BFA Honours, programme qu’il avait interrompu en 1968-1969 pour voyager au Mexique avec l’artiste peintre, Pauline Morier. Il rapporta de ce voyage une passion pour les arts naïfs.
Comme plusieurs de ses professeurs aux beaux-arts étaient américains, il songea à poursuivre ses études de maîtrise aux États-Unis, sa candidature étant acceptée à la Tyler School of Art de Temple Université à Philadelphie. En 1972-1973, il effectua la seconde année du programme du MFA à l’école de Tyler à Rome.
De retour à Winnipeg, il mit sur pied en 1975 la salle d’exposition du nouveau Centre culturel franco-manitobain où il fit valoir des artistes du milieu, de toutes les générations, contemporains et historiques. 
En 1976, il déménagea à Québec (Québec), puis, en 1978, à Toronto où la Moos Gallery l’avait pris en main, le mettant en vedette avec d’autres artistes de la galerie dans son 20th Anniversary Portfolio. C’est à cette époque qu’il construisit des maquettes d’équipements de terrains de jeux pour Children’s Playgrounds de Markham (Ontario). L’une d’elles figure à l’exposition permanente du Musée canadien de l’histoire à Gatineau (Québec).
Artiste, il a été répertorié en 1980 par Jerrold Morris dans son survol historique 100 Years of Canadian Drawings,. De plus, il a exposé en solo ou en groupe autant à Toronto qu’ailleurs en Ontario, dans l’Ouest canadien, notamment à Winnipeg, et à Montréal. Plusieurs musées d’art possèdent de ses œuvres y compris le Art Gallery of Windsor, The Robert McLaughlin Gallery, et la Banque d'œuvres d'art du Conseil des arts du Canada. Le Centre du Patrimoine, géré par la Société historique de Saint-Boniface, conserve son fonds d’atelier.

### Histoire de l’art
Son intérêt pour la vie et la carrière de son arrière-grand-oncle, le sculpteur québécois Joseph-Olindo Gratton (1855-1941), l’amena à se tourner vers l’histoire de l’art, et à faire la maîtrise en études des arts à l’Université du Québec à Montréal (UQÀM). Un travail de session en sémiologie, consacré à une installation de Suzanne Gauthier, donna lieu en 1985 à une publication aux Éditions du Blé. Diplômé en 1987, il organisa en 1989 une exposition des œuvres religieuses de Gratton à la galerie de l’UQÀM, avec catalogue publié par les Éditions Fides. En même temps, il termina la scolarité du doctorat en histoire de l’art à l’Université Laval de Québec.
Fin des années 1990, il a joué un rôle déterminant à inciter l’UQÀM à faire restaurer la statue de saint Jacques le Majeur ornant une façade de l’un de ses pavillons. Elle était l’œuvre de Gratton et de son associé Philippe Laperle. Puis, en 2012, il voyait le fruit de sa collaboration en tant que conseiller auprès de la Société d’histoire et de généalogie du Plateau Mont-Royal quand les Anges de Gratton, restaurés, furent réinstallés sur la façade de l’église Saint-Enfant-Jésus du Mile End à Montréal.
Membre du comité de direction de la revue d’art contemporain Esse arts + opinions pendant une dizaine d’années, il y publia des textes sur les arts anciens du Québec ainsi que sur les arts et la liberté d’expression à Cuba, entre autres sur l’écrivain contestataire Reynaldo Arenas.
Au cours des ans, Bernard Mulaire a publié dans de nombreux autres ouvrages de vulgarisation ainsi que dans des ouvrages savants, tels que Arts Manitoba, Canadian Collector, Continuité, The Journal of Canadian Art History / Annales d’histoire de l’art canadien, le Dictionnaire des artistes de langue française en Amérique du Nord de David Karel, le Dictionnaire biographique du Canada, le Allgemeines Künstlerlexikon, des catalogues du Musée national des beaux-arts du Québec (Louis-Philippe Hébert) et du Musée des beaux-arts de Montréal (Collection permanente), les Cahiers franco-canadiens de l’Ouest, le Bulletin de la Société d’histoire du Plateau Mont-Royal et le site Web de la Société historique de Saint-Boniface. S'ajoutent à ces publications le magazine littéraire Nuit Blanche et le bulletin des Archives gaies du Québec, L'Archigai.

### Histoire littéraire
En 2020, il a été membre du collectif qui a travaillé à la réhabilitation littéraire de l’écrivain manitobain d’origine québécoise, Rossel Vien. Un numéro spécial des Cahiers de l’Université de Saint-Boniface a alors été consacré à Vien. Bernard Mulaire y cerna la place de l’écrivain dans l’histoire de la littérature québécoise à thématique gaie.

### Implication sociale
Bernard Mulaire siège au conseil d’administration des Archives gaies du Québec à Montréal.

## liens externes
- Site web de l'auteur
- Un entretien avec Bernard Mulaire diffusé par Les Éditions du Blé
- J. R. Léveillé, « Bernard Mulaire. Flâneur révolutionnaire », site web de Nuit Blanche.